# João Bernardo de Miranda
João Bernardo de Miranda, né le 18 juillet 1953 à Dande, est un homme politique et diplomate angolais. Il est ministre des Relations extérieures de 1999 à 2008.

## Biographie
Dans sa jeunesse, João Bernardo de Miranda rejoint les rangs du Mouvement populaire de libération de l'Angola (MPLA), qui dirige le pays depuis l'indépendance en 1975.
Il est nommé vice-ministre à l'Information en 1990, puis aux Affaires étrangères en 1991, avant de devenir en janvier 1999 ministre des Relations extérieures, poste où il succède à Venâncio da Silva Moura. Il occupe cette fonction jusqu'en octobre 2008. En 2009, il est nommé gouverneur de la province de Bengo et demeure en fonction jusqu'en 2018, date à laquelle il est envoyé à Paris comme ambassadeur. Il remet ses lettres de créance au président Emmanuel Macron le 31 août.